# Botka Mihály (zalai alispán)
Névedi Botka Mihály István Imre László (Geszti, Somogy vármegye, 1823. június 5. – Zalaegerszeg, 1871. augusztus 18.) országgyűlési követ, Zala vármegye alispánja, földbirtokos, a "Zalavármegyei Gazdasági Egyesület" tagja.

## Származása
Ősrégi nemesi családnak a sarja. A család régebbi tagjai a szántói és széplaki, a későbbi nemzedékeknek egy másik ága a "névedi" nemesi előnevet viselték. Apja névedi Botka János (1795–1843), földbirtokos, anyja nedeczei Nedeczky Franciska (1803–1882) volt.
Apai nagyszülei névedi Botka Mihály földbirtokos, és nádasi Tersztyánszky Anna (1771–1807) voltak. Anyai nagyszülei Nedeczky Ferenc és lomniczai Skerlecz Mária Klára (1777–1828) voltak.
Öccse Botka János, unokaöccse Botka Jenő.

## Élete
Már 21 évesen alszolgabíró a kapornaki járásban; itt 1844. június 10.-e és 1847. június 14.-e között szolgált. Az 1861. évi országgyűlésre a Felirati Párt színeiben, a tapolcai járásban megválasztották követnek. A következő ciklusban 1865 és 1868 között ismét a tapolcai járást képviselte, most már Deák-párti honatyaként. Egyúttal 1865. október 9.-étől 1867. május 6.-ig Zala vármegye első alispánja volt. Haláláig a "Zalamegyei Gazdasági Egylet" elnöke volt.

## Házassága
Feleségül vette Karmacson 1844. március 17-én a Hertelendy családból való hertelendi és vindornyalaki Hertelendy Paulina Juliannát (Karmacs, 1825. július 25.–Karmacs, 1921. július 20.), akinek a szülei Hertelendy József zalai táblabíró, földbirtokos, és a Skerlecz családból való lomniczai Skerlecz Mária (1792–1835) voltak.